# هایاته سوگی
هایاته سوگی (ژاپنی: 杉井 颯؛ زادهٔ ۱۷ مهٔ ۲۰۰۰) یک بازیکن فوتبال اهل ژاپن است.
از باشگاه‌هایی که در آن بازی کرده‌است می‌توان به باشگاه فوتبال کاشیوا ریسول، باشگاه فوتبال زویگن کانازاوا و باشگاه فوتبال گاینار توتوری اشاره کرد.